# Živko Gocić
Živko Gocić (Beograd, 22. kolovoza 1982.), srbijanski vaterpolist, igrač Szolnoka. Visok je 192 cm i težak 99 kg. Od početka prosinca 2013. kapetan je srbijanske vaterpolske reprezentacije. Prije nego što je postao kapetan u karijeri je odigrao 284 utakmice. Kao igrač Szolnoka osvojio je naslov prvaka Europe 2016./17., što je najveći uspjeh tog kluba, koji je u završnici iznenađujuće razbio branitelja naslova dubrovački Jug 10:5.